# Układ z Kotonu
Układ z Kotonu (ang. Cotonou Agreement, fr. Accord de Cotonou) – podpisany przez 15 państw członkowskich Unii Europejskiej i 77 krajów Afryki, Karaibów i Pacyfiku 23 czerwca 2000 w Kotonu (zastępując konwencję z Lomé z 1975), zawarty na 20 lat (do 2020). Łączy w sobie aspekt polityczny, handlowy i rozwojowy. Zawiera klauzulę umożliwiającą dokonywanie okresowych przeglądów co pięć lat (zmiany w 2005 i 2010).
W 2020 układ przedłużono o rok, planując w 2021 zastąpić ją nową umową, jednak dyskusja pomiędzy pastwami członkowskimi (Węgry wyraziły gotowość podpisania dopiero w 2023) przedłużyła go o dwa kolejne lata. W 2023 podpisano umowę z Samoa, która zaczęła być tymczasowo stosowana w styczniu 2024.

## Cele
Celem tego układu o partnerstwie jest rozwój gospodarczy państw Afryki, Karaibów i Pacyfiku:
- tworzenie nowych miejsc pracy,
- wspieranie rozwoju społecznego,
- handel,
- inwestycje prywatne,
- ochrona praw człowieka,
- regionalne i subregionalne procesy integracyjne,
- stopniowa integracja państw AKP z gospodarką światową

## Wymiar polityczny
Porozumienie przewiduje stały dialog polityczny w kwestiach:
- wymiany informacji oraz wzajemnej ochrony interesów obu stron,
- neutralizacji zapalnych punktów konfliktowych,
- demokratyzacji,
- umacnianiu prawa i społeczeństwa obywatelskiego,
- migracji.

## Organy Układu
Powołano organy Układu:
- Radę Ministrów,
- Komitet Ambasadorów

oraz parytetowe
- Zgromadzenie Parlamentarne.

W celu ułatwienia obrotu handlowego powołano parytetowy
- Komitet Ministrów Handlu,

natomiast w celu pomocy firmom prywatnym
- Forum Przedsiębiorców Prywatnych AKP-Unia Europejska.

## Zgromadzenie Parlamentarne AKP-UE
Wspólne Zgromadzenie Parlamentarne AKP-Unia Europejska powstało w następstwie układu o stowarzyszeniu, zwanego Konwencją z Jaunde. Przedstawiciele 77 państw AKP spotykają się dwa razy w roku na posiedzeniu plenarnym, trwającym tydzień, ze swoimi odpowiednikami, posłami do Parlamentu Europejskiego. Posiedzenia Wspólnego Zgromadzenia Parlamentarnego mają miejsce na przemian w jednym z państw AKP i w jednym z państw Unii Europejskiej. Instytucja kieruje się wspólnymi, demokratycznymi zasadami. Wspólne Zgromadzenie zwraca także szczególną uwagę na promowanie praw człowieka i demokracji.
Dwudziestu czterech wiceprzewodniczących (12 z Europy, 12 z państw AKP)i dwóch współprzewodniczących tworzą Prezydium Wspólnego Zgromadzenia Parlamentarnego. Prezydium zbiera się kilka razy w roku, aby zapewnić ciągłość prac Wspólnego Zgromadzenia Parlamentarnego. Powoływane są stałe komisje w celu opracowania podstawowych projektów, które zostaną poddane pod głosowanie Wspólnego Zgromadzenia Parlamentarnego. Europejski Fundusz Rozwoju – EFR jest głównym instrumentem wspólnotowej pomocy na rzecz współpracy w dziedzinie rozwoju państw AKP.

## Protokoły
- Protokół o kosztach administracyjnych wspólnych organów,
- Protokół o przywilejach i ułatwieniach,
- Protokół o statusie Afryki Południowej.